# Charax hemigrammus
Charax hemigrammus es una especie de peces de la familia Characidae en el orden de los Characiformes.

## Morfología
Los machos pueden llegar alcanzar los 3,3 cm de longitud total.

## Hábitat
Vive en zonas de clima tropical.

## Distribución geográfica
Se encuentran en Sudamérica: lago Muiá y  cuencas de los ríos Esequibo y  Amazonas.